# Taiwan B League 2024
Die Taiwan B League 2024 war eine Spielzeit der zweithöchsten taiwanischen Fußballliga. Es nahmen sechs Mannschaften am Spielbetrieb teil. Organisiert wurde die Liga vom taiwanischen Fußballverband.

## Abschlusstabelle
| Pl. | Verein                            | Sp. | S | U | N | Tore    | Diff. | Punkte |
| --- | --------------------------------- | --- | - | - | - | ------- | ----- | ------ |
| 1.  | Taichung Panshi 1                 | 10  | 7 | 1 | 2 | 032:100 | +22   | 22     |
| 2.  | Gaoda Guoguang                    | 10  | 6 | 3 | 1 | 018:700 | +11   | 21     |
| 3.  | Taoyuan International 2           | 10  | 5 | 2 | 3 | 017:110 | +6    | 17     |
| 4.  | Ming Chuan University Desafio (N) | 10  | 3 | 1 | 6 | 010:240 | −14   | 10     |
| 5.  | Taipei Elite SC (A) 3             | 10  | 2 | 2 | 6 | 022:360 | −14   | 08     |
| 6.  | AC Taipei Reserve                 | 10  | 2 | 1 | 7 | 011:220 | −11   | 07     |

## Relegation
| Datum             |                          | Ergebnis  |                       |
| ----------------- | ------------------------ | --------- | --------------------- |
| 18. Dezember 2024 | Ming Chuan University FC | 2:1 n. V. | Taoyuan International |